# Sahara (película de 2017)
Sahara es una película de aventuras animada por computadora en 3D franco-canadiense de 2017 dirigida por Pierre Coré. Producida por Mandarin Films y StudioCanal. La película está protagonizada por Omar Sy, Louane Emera, Franck Gastambide, Vincent Lacoste y Grand Corps Malade. Aunque fue parcialmente financiada y producida en Montreal es una película mayoritariamente francesa, coproducida por Mandarin Films y dibujada por el estudio parisino "La Station". Participaron más de doscientos dibujantes y algunos personajes han sido retocados a mano, fotograma a fotograma.

## Sinopsis
Ajar es una serpiente que no encaja entre los de su especie, habitantes en el duro desierto del Sahara. Por eso él y su amigo Pitt, un escorpión, intentarán adentrarse en el oasis, dominio de otra población de serpientes, mucho más elitistas y acomodadas. Allí nace un amor a primera vista entre Ajar y Eva, la serpiente verde, pero mientras planean escapar juntos es capturada por un malvado encantador de serpientes y Ajar deberá entonces recorrer todo el desierto para liberarla con la ayuda del amigo Pitt y el hermano rebelde de Eva, antes de que sea demasiado tarde.

## Comentarios
La crónica de Le Republique dijo:

”Un magnífico viaje al desierto, Sahara es la primera caricatura que tiene casi exclusivamente serpientes como protagonistas. Pero que los fóbicos se tranquilicen: son agradables y divertidos.

Jacques Brinaire opinó:

”Entornos encantadores, personajes divertidos (o formidables para algunos), una aventura llena de giros y escenas divertidas: “Sahara” será un éxito entre adultos y niños por igual. Pero, fundamentalmente, ¡Sahara es una película política!... dos amigos de un suburbio árido y desfavorecido que sueñan con entrar en el oasis: donde hay piscinas y donde la vida es fácil...ellos son menos felices en su ciudad de Sableux, ya que son el pez gordo del vecindario. Sin embargo, no es fácil entrar en este exuberante oasis: la policía de fronteras (de la serpentaria) protege a los pudientes….Los personajes están bien identificados: pueden ser divertidos, conmovedores, crueles y las figuras secundarias brindan un contrapunto o amplían la historia…."Sahara" es una distracción agradable y soleada que distrae sin romperse la cabeza.

David Blanco Herrero en el sitio Los lunescinefilos opinó:

”… resulta curioso que un animal tan denostado en la cultura popular como la serpiente protagonice una película ambientada en un entorno tan poco glamouroso como el desierto….su concepción es seguramente lo más interesante de esta cinta…La animación, sin ser Pixar, resulta colorista y atractiva, prestando atención a los detalles... cabe destacar la música, con ritmos ágiles y exóticos, en números que tienden que combinar animación y sonido de forma notable y vistosa...la película...orientada claramente hacia el público infantil, adolece de una excesiva simplicidad. Nunca conseguimos conectar del todo con unos personajes demasiado planos y algo faltos de carisma. Mas con todos esos fallos, es de agradecer el valor de la película de explorar nuevos territorios. …Lo mejor: la novedad de estar protagonizada por una serpiente en el desierto. Lo peor: su excesiva simplicidad y falta de novedad en la narración.

## Reparto[7]
| Personaje        | Actor original Francés   | Actor original Canadiense | Actor de doblaje   |
| ---------------- | ------------------------ | ------------------------- | ------------------ |
| Ajar             | Omar Sy                  | Robert Naylor             | Yovanny Suárez     |
| Pitt             | Franck Gastambide        | Daniel Brochu             | Andrés Palacio     |
| Eva              | Louane Emera             | Angela Galuppo            | Camila Navarro     |
| Gary             | Vincent Lacoste          | Mark Hauser               | Didier Rojas       |
| Omar             | Grand Corps Malade       | Braddy Moffatt            | José Manuel Cantor |
| Michael          | Jonathan Lambert         | Richard Dumont            | Carlos Villegas    |
| Pescado de Arena | Michaël Youn             | Rick Jones                | Carlos Villegas    |
| Pietra           | Marie-Claude Pietragalla | Nadia Verrucci            | Katherine Montilla |
| Rita             | Mathilde Seigner         | Sonja Ball                | Vilma Vera         |
| George           | Jean Dujardin            | Andrew Shaver             | Carlos Jiménez     |
| Rey Luminoso     | Clovis Cornillac         | Rick Jones                | Brian Gómez        |
| Saladin          | Roschdy Zem              | Mathew Mackay             | Óscar Gómez        |
| Águila Serpiente | Matthew Stefiuk          | ¿?                        | Edward Pineda      |
| Sargento         | Arthur Holden            | ¿?                        | Felipe Ballestas   |
| Emily            | Elana Dunkelman          | ¿?                        | Katherine Sánchez  |
| Chief Chief      | Ramzy Bedia              | ¿?                        | Fernando Manrique  |

### Voces adicionales
- Gabriel González - Gerard / Beduino #1 / Anciano #2
- John Grey - Maurice / Beduino #2 / Papá Escorpión
- Eleazar Osorio - Gran Serpiente de Arena / Anciano #1 / Guía turístico
- Felipe Ballestas - Serpiente mala
- Diana Jaramillo - Chica serpiente / Lully Belle #1 / Mamá Escorpión
- Juliana Sánchez - Natasha / Lully Belle #2
- Sergio Barbosa - Hijo Tuareg / Hijo Escorpión / Insecto Luminoso #1
- Diego Giraldo - Insecto que Brilla #2
- Paola Ballesteros - Mujer turista
- Luis E. Bernal - Hombre turista

## Producción
La voz de Ajar fue difícil para Omar Sy debido a que el personaje era una serpiente adolescente y Omar necesitaba expresar emoción, fragilidad y falta de confianza en sí mismo.

## Premios y nominaciones
Sahara fue nominada en la categoría de "Mejor película de animación" para los Premios Cesar y al Premio al Mejor Largometraje fuera de competición en el Festival International du Film de Comédie de l'Alpe d'Huez 2017. Fue la primera película de animación francesa en taquilla en 2017.